# Charles Bean Euan-Smith

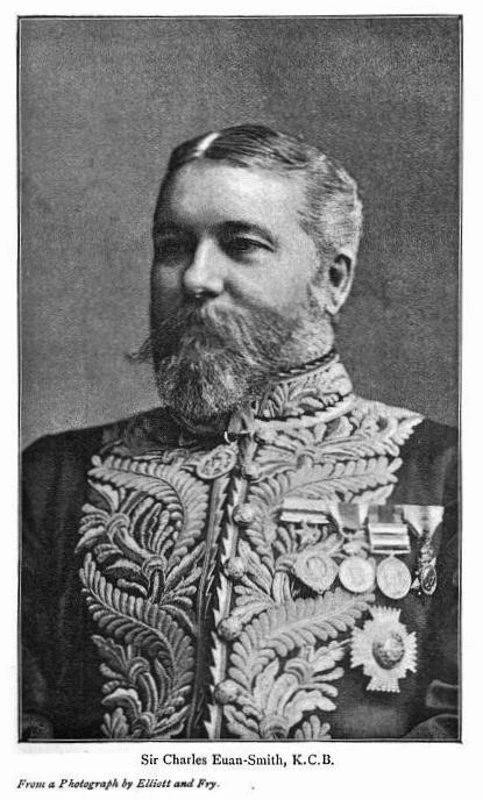
Charles Bean Euan-Smith

Sir Charles Bean Euan-Smith KCMG (* 1842; † 30. August 1910) war ein britischer Offizier und Diplomat.

## Leben
1859 trat Euan-Smith in die Madras Army ein und stieg bis 1885 in den Rang eines Colonel auf. 
Parallel war er im Indian Political Departement, der Kolonialverwaltung beschäftigt. Von 1870 bis 1872 war er Mitglied der Persisch-Indischen-Grenzkommission, 1872 war er Mitglied der Mission von Henry Bartle Frere nach Sansibar, mit der der Sultan zusammen mit Kanonenbootpolitik am 5. Juni 1873 dazu bewegt wurde, einen Vertrag über die Abschaffung des Sklavenhandels zu unterzeichnen. In der Folgezeit wurde Euan-Smith auf verschiedenen Posten des diplomatischen Dienstes eingesetzt. So wurde er 1879 britischer Konsul in Maskat, der Hauptstadt des Sultanats Oman. Nach einer Zeit als britischer General-Konsul in Sansibar wurde er 1891 als außerordentlicher Gesandter an den Marokkanischen Hof entsandt. Von Juli bis November 1898 war er Generalkonsul in Kolumbien.